# Lady Blue Shanghai
Pour plus de détails, voir Fiche technique et Distribution.
Lady Blue Shanghai est un court métrage publicitaire de 16 minutes pour promouvoir la marque Dior sur internet, écrit, réalisé et monté par David Lynch. Il met en scène Marion Cotillard et présente le nouveau sac à main de la marque Christian Dior, le Lady Dior, en version bleue.
Le film se focalise sur le personnage de Marion Cotillard, qui croise un mystérieux sac à main Lady Dior alors qu'elle rentre à sa chambre d'hôtel à Shanghai, accompagné d'une musique des années 1920.
Le film a été comparé, sur le plan thématique, au précédent long métrage de David Lynch, Inland Empire sorti en 2006.

## Contexte
Les précédents travaux de David Lynch incluent des collaborations avec des marques de mode comme Gucci, Calvin Klein et Yves Saint Laurent.
Selon les propos de David Lynch, il aurait été contacté par Dior avec quelques idées directrices assez simples: « Ils m'ont appelé et m'ont dit : « Voudriez-vous faire un court-métrage pour Internet ? Vous pourrez faire tout ce que vous voulez, il faut simplement montrer le sac à main, la tour Perle de l'Orient et le vieux Shanghai » ... C'est un mélange entre un film traditionnel et une publicité. J'ai aimé cette idée. Il y a des publicités qui touchent beaucoup les gens, et puis il y a celle-là, comme si on l'abordait sous un angle différent. »
Marion Cotillard y apparait pour la troisième fois dans un court-métrage publicitaire pour Dior. À son propos, Lynch déclare : « Elle a cette qualité moderne et cette qualité ancienne que les grands ont toujours eue, je pense. »

## Intrigue
Marion Cotillard, dont le personnage n'est pas nommé dans le film, entre dans sa chambre d'hôtel à Shanghai la nuit. En s'approchant de sa chambre, elle entend un tango des années 1920 qui, en ouvrant la porte de sa chambre d'hôtel, lui semble provenir d'un vieux disque 78 tours qui tourne sur un tourne-disque d'époque. Elle arrête la musique, et instantanément un sac Dior bleu apparaît dans la chambre dans une bouffée de fumée.
En panique, elle appelle la réception pour dire qu'il y a quelqu'un dans sa chambre. Deux agents de sécurité fouillent sa chambre et ne trouvent personne. Elle est interrogée sur le sac et on lui demande s'il a pu être laissé par quelqu'un qu'elle connaît. Elle commence par expliquer qu'elle vient d'arriver à Shanghai et qu'elle ne connaît personne, puis elle raconte à contrecœur, au travers d'un flashback, ce qui lui est arrivé en allant voir la tour Perle de l'Orient cet après-midi là. Cette vision est celle d'une personne qui voit Shanghai telle que la ville était auparavant, puis qui monte les escaliers vers une pièce dans laquelle elle rencontre un Chinois nommé Yu (Gong Tao). Alors qu'ils s'embrassent et se déclarent leur amour, la scène change et devient le Shanghai moderne ; l'homme dit qu'il veut rester, mais qu'il ne peut pas.
Alors que la vision de son amant s'estompe, il lui tend une rose bleue et le flashback s'arrête. Marion Cotillard est en larmes. Elle ouvre le sac et trouve une rose bleue. Le film se termine en la voyant serrer le sac contre son cœur.

## Fiche technique
- Titres français et original : Lady Blue Shanghai
- Réalisation : David Lynch
- Scénario : David Lynch
- Musique : Dean Hurley, David Lynch et Nathaniel Shilkret
- Direction artistique : John Galliano avec la collaboration Robert Lussier
- Photographie : Justyn Field
- Montage : David Lynch
- Effets spéciaux : Noriko Miyakawa
- Production : Sabrina S. Sutherland
- Sociétés de production : Christian Dior Production
- Pays d'origine :  États-Unis et  France
- Langue originale : anglais
- Format : couleur
- Genre : court métrage, drame
- Durée : 16 minutes
- Dates de sortie mondiale : 16 mai 2010

## Distribution
- Marion Cotillard
- Gong Tao
- Emily Stofle
- Cheng Hong
- Lu Yong
- Nie Fei